# I Believe in Father Christmas (EP)
Cet article concerne l'EP. Pour les autres significations, voir I Believe in Father Christmas (homonymie).
Singles
1. I Believe in Father Christmas
Sortie : 1975

I Believe in Father Christmas est un EP-compilation du groupe britannique Emerson, Lake and Palmer, sorti en 1995. Le titre coincide avec le 20e anniversaire de la chanson homonyme, composée par Greg Lake et écrite par Peter Sinfield.

## Liste de pistes
Toutes les chansons sont écrites et composées par Greg Lake et Peter Sinfield, sauf indication contraire.
| No | Titre                                                                             | Auteur                                                       | Durée |
| -- | --------------------------------------------------------------------------------- | ------------------------------------------------------------ | ----- |
| 1. | I Believe in Father Christmas (1re version, enregistrée en single)                |                                                              | 3:32  |
| 2. | Troïka (de la suite Lieutenant Kijé)                                              | Sergueï Prokofiev – arr. Keith Emerson                       | 4:19  |
| 3. | Humbug                                                                            |                                                              | 2:26  |
| 4. | I Believe in Father Christmas (version réenregistrée sur l'album Works Volume II) |                                                              | 3:18  |
| 5. | Nutrocker                                                                         | - K. Fowley - P. Tchaïkovski – arr. Emerson, Lake and Palmer | 3:49  |

## Musiciens
- Keith Emerson – claviers
- Greg Lake – basse, guitare[3], chant[3]
- Carl Palmer – batterie, percussions